# Henri de France
Henri Georges-de-France (París, 7 de septiembre de 1911-París 29 de abril de 1986) fue un influyente ingeniero de tecnología televisiva. Sus invenciones incluyen el estándar de 819 líneas para alta definición, y el sistema en color SECAM. También estuvo detrás del estándar HD-MAC de alta definición.
El 6 de diciembre de 1931, De France fundó la "Compagnie Générale de Télévision" en El Havre, fabricando aparatos de televisión con una definición vertical de 60 líneas. En febrero de 1932, De France hizo varias transmisiones sobre una distancia de 7 km desde la estación "Radio-Normandie" en Fécamp. Esas señales fueron recibidas por algunas personas que se encontraban a más de 100 km de distancia. En octubre de 1932, logró una definición de 120 líneas. En 1956, patentó el sistema de televisión en color SECAM. El 1º de octubre de 1967 a las 14:15 CET, la chaîne deuxième cambió de blanco y negro a color usando SECAM.
De France fue enterrado en Jarnac, la misma ciudad donde está enterrado el expresidente François Mitterrand.

## Patentes
- Aparato para determinar una dirección, US 2513849, 4 de julio de 1950
- Dispositivo televisivo para grabar movimiento de los mismos cuadros, US 2531031, 21 de nov 1950
- Sistema amplificador, US 2589542, 18 de marzo de 1952
- Sistema de comunicación entre dos estaciones vinculadas por TV US 2637022, 28 de abril 1953
- Sistema de TV US 2700700, 25 de enero de 1955
- TV color US 2876278, 3 de marzo de 1959